# Gaetano Rizzuto
Gaetano Rizzuto (Salemi, 6 dicembre 1949) è un giornalista italiano.

## Biografia
A 17 anni incontrò Danilo Dolci sociologo che si batteva per il diritto dei contadini all'acqua e contro la mafia. Grazie a quest'incontro, concretizzò la propria passione per il giornalismo e iniziò la collaborazione con il mensile Pianificazione Siciliana.
Il terremoto del Belice lo fece incontrare con Mauro de Mauro, che stava eseguendo un reportage sul sisma.
Alcuni giorni dopo il 14 gennaio 1968 divenne, così, corrispondente per L'Ora dalla Valle del Belice.
Finito il liceo classico di Salemi, nel 1971 si trasferisce a Trapani  alla redazione trapanese de L'Ora, di cui poi diviene responsabile e quindi come redattore a Palermo.
Lasciata la Sicilia, nel 1980 divenne direttore de La Provincia Pavese di Pavia fino al 1987, quando fu chiamato come vice direttore de Il Secolo XIX di Genova di cui, dal 1995 è direttore
Dal 2000 è direttore di Libertà di Piacenza e, fino al 2012, di Telelibertà di Piacenza. Lascia l'incarico a fine 2015, venendo sostituito da Stefano Carini.
Nel febbraio 2016 diviene presidente del consorzio Velodromo di Fiorenzuola .